# Więzadło łąkotkowo-udowe przednie
Więzadło łąkotkowo-udowe przednie (łac. ligamentum meniscofemorale anterius; ligamentum Humphry'i) – w anatomii człowieka jedno z więzadeł stawu kolanowego. Przyczepia się w okolicy tylnego przyczepu łąkotki bocznej. Biegnie ku górze i przyśrodkowo do przodu od więzadła krzyżowego tylnego. Przeważnie łączy się z nim kończąc się w miejscu jego przyczepu do wewnętrznej powierzchni kłykcia przyśrodkowego kości udowej.